# Munnopsis typica
Munnopsis typica är en kräftdjursart som beskrevs av Michael Sars 1861. Munnopsis typica ingår i släktet Munnopsis och familjen Munnopsidae. Arten är reproducerande i Sverige. Inga underarter finns listade i Catalogue of Life.